# Кадышева, Надежда Никитична
Наде́жда Ники́тична Ка́дышева (род. 1 июня 1959, Горкино, Лениногорский район, Татарская АССР, РСФСР, СССР) — советская и российская фолк-певица, солистка ансамбля «Золотое кольцо»; народная артистка России (1999).

## Биография
Родилась 1 июня (19 мая, по другим данным) 1959 года в деревне Горки, затем семья переехала в деревню Старый Маклауш Клявлинского района, которая располагалась на стыке Оренбургской, Самарской областей и Татарстана.
Отец — Никита Михайлович Кадышев (1923—1974), работал мастером на железной дороге. Мать — Анна Андреевна Кадышева (1929—1970), была домохозяйкой. Надежда Кадышева была третьей из четырёх сестёр (Вера, Мария, Надежда и Любовь).
Детство и юность певицы были нелёгкими. Мама Анна Андреевна Кадышева умерла в 1970 году, не дожив и до 43 лет, Надежде было десять лет, отец женился снова. В дом пришла мачеха, которая привела с собой своих детей, и жизнь сестёр изменилась к худшему. Старшая сестра Вера уехала в город и устроилась на работу на завод; Марию отправили к родственникам на север, а Надежду и Любовь определили в школу-интернат в Бугульме. Отец в письмах всегда обращался к дочерям на «вы» и иногда присылал тайком от мачехи немного денег.
Однажды, когда в интернате шло обсуждение конкурса песни, Кадышева спела «Орлёнка» Виктора Белого на стихи Якова Шведова и удостоилась похвалы.
В 14 лет Кадышева уехала в Подмосковье к старшей сестре; по окончании восьмилетки пошла работать на ткацкую фабрику «Красная Поляна» в Лобне. Юная ткачиха принимала участие в самодеятельности.
В 1974 году в 51 год умер отец Никита Михайлович Кадышев, Надежде было всего лишь 15 лет.
В 18 лет Надежда Кадышева сделала первую попытку поступить в музыкальное училище им. М. М. Ипполитова-Иванова, которая оказалась неудачной. Будущая артистка поступила на подготовительные курсы, в класс Тарасенко, Николая Михайловича, и в следующем году смогла поступить в училище.
Учась на третьем курсе училища, Кадышева стала выступать в составе профессионального вновь организованного квартета «Россияночка» при Москонцерте. Репертуар квартета состоял из народных песен, но при подготовке к конкурсу эстрадных исполнителей взяли песню «Летели птицы белые…» композитора Монасыпова, где Кадышева вела партию соло. Выступления ансамбля всегда пользовались огромным успехом.
Певица жила в общежитии, в котором также жили и студенты института имени Гнесиных, и там же она познакомилась со своим будущим мужем — Александром Григорьевичем Костюком, студентом Гнесинки. Желая быть вместе с Костюком, Надежда Кадышева переходит учиться в музыкальный институт имени Гнесиных по классу профессора Нины Константиновны Мешко.
В 1983 году Александр по окончании института предложил Кадышевой поехать познакомиться с его родными, а затем и пожениться. Через год у них родился сын Григорий. В настоящее время он работает с родителями в качестве концертного директора.
В 1988 году Александр Костюк создал ансамбль «Золотое кольцо», который вначале много гастролировал за границей и был там очень популярен, при том, что в России о нём знали только по записям, которые привозили из Германии и Японии. Надежда Кадышева стала солисткой ансамбля. В 1993 году студия «Союз» предложила ансамблю сотрудничество, и с этого началось признание ансамбля в России. В настоящее время Надежда Кадышева и ансамбль «Золотое кольцо» много гастролируют в России и за границей.
28 июня 2005 подпись Надежды Кадышевой появилась под письмом в поддержку приговора бывшим руководителям «ЮКОСа». Однако 9 февраля 2011 года она отказалась от своей подписи.

## Личная жизнь

### Семья

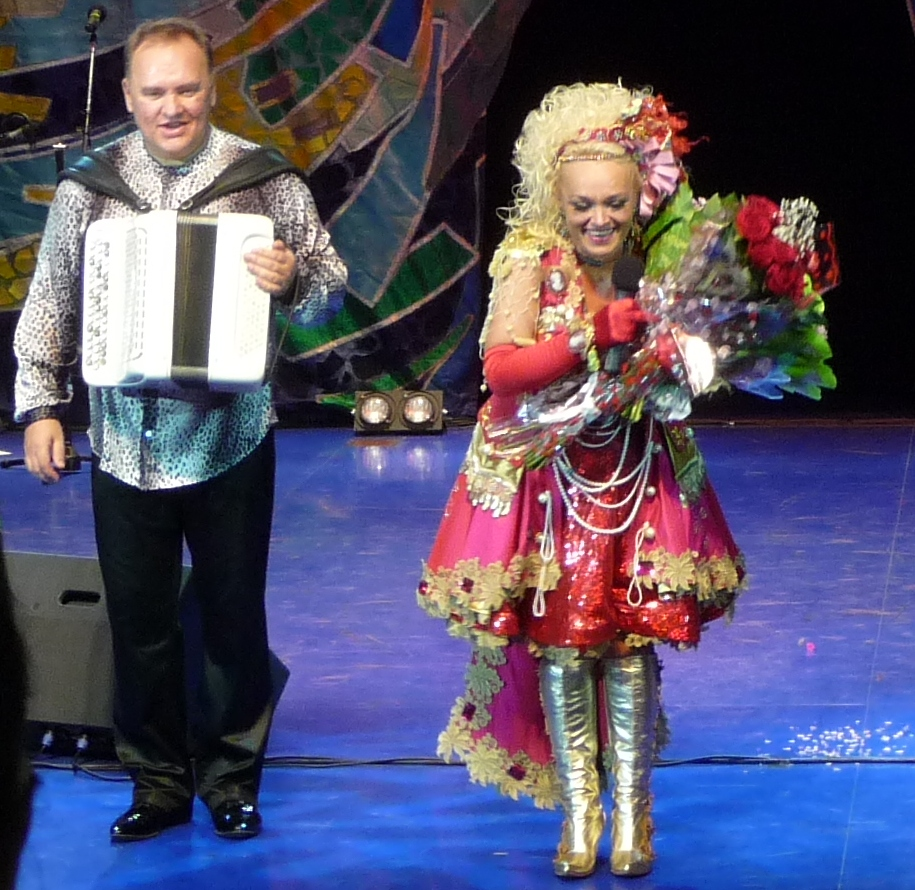
Александр Костюк и Надежда Кадышева

- Муж (с 1983 года) — Александр Григорьевич Костюк (род. 7 апреля 1958), российский композитор украинского происхождения, основатель и руководитель ансамбля «Золотое кольцо»; заслуженный артист РФ (1999). В 1992 году Кадышева и Костюк повенчались в главном православном храме Сан-Франциско.
  - Сын — Григорий Александрович Костюк (род. 27 мая 1984) работает с родителями концертным директором.
  - Невестка (с 1 сентября 2011) — Анжелика Алексеевна Бирюкова (род. 28 августа 1977) — пресс-атташе спорткомплекса «Лужники», дочь бизнесмена Алексея Павловича Бирюкова и племянница заместителя мэра Москвы Петра Павловича Бирюкова. Свадьбу играли в музее-усадьбе «Архангельское». Тамадой на свадьбе сына и невестки был Николай Басков[5].
    - Внук — Алексей Григорьевич Костюк (род. 12 июня 2015).

## Творчество
Дискография российской певицы Надежды Кадышевой включает в себя более 20 студийных альбомов, а также концертные записи и сборники. На многие песни сняты видеоклипы. Надежда Кадышева является исполнительницей многих хитов, таких, как «Течёт ручей», «Деревенская дорога», «Снег летит и летит», «Я не колдунья», «Уходи, горе», «Зачем это лето», «Ах, судьба моя, судьба», «Заплутавшее счастье», «Широка река».
Песня А. Костюка на слова П. Черняева «Течёт ручей», которую исполнила певица, стала всенародным хитом. Александр Костюк написал музыку к большинству любимых народом песен, в том числе к таким, как «Широка река», «Всё уже когда-то было», «Вхожу в любовь» и «Когда-нибудь» (слова Е. Муравьёва); «Плачет дождик» (слова В. Степанова) и «Подари, берёзка» (слова А. Стефанова).
В 2023 году певица записала несколько песен на стихи российского композитора Александра Незванова («Ветер туман несёт», «Прости за любовь» и другие), а в 2025 году он обвинил её в нарушении авторских прав, заявив в программе Андрея Малахова, что Надежда Кадышева исполняет его произведения без выплаты отчислений.
В 2024 году хит коллектива «Плывет веночек» (музыка А. Костюк, слова Е. Муравьёв) неожиданно стал популярен у молодёжи. Припев песни оказался в трендах и активно использовался в коротких роликах, набиравших миллионные просмотры.
С октября 2023 по октябрь 2024 года, по данным Стриминг-сервиса «Звук», количество прослушиваний песен артистки выросло в 7 раз. В то же время число ежемесячных слушателей ансамбля «Золотое кольцо» на «Яндекс Музыке» достигло 1 327 262 человек. В 2025 году билеты на концерты Кадышевой так активно раскупаются, что появилась информация о возможном стадионном туре. Доходы певицы на фоне новой волны популярности увеличились втрое, а цены за выступление выросли до 10 млн рублей за концерт, хотя в 2023 году официальный доход коллектива составлял 1 млн рублей.
В 2025 году Надежда Кадышева вошла в число самых высокооплачиваемых российских артисток на новогодних корпоративах.

## Награды и звания

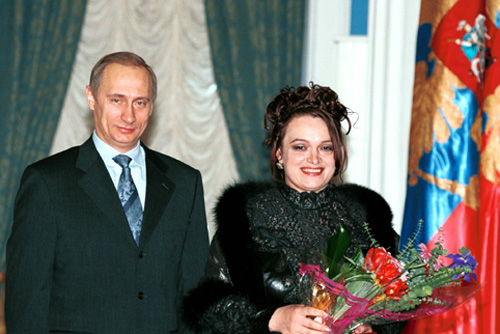
Владимир Путин и Надежда Кадышева, 7 марта 2000 года (Москва, Кремль. Церемония вручения государственных наград. Почетное звание «Народный артист Российской Федерации» присвоено солистке Национального театра музыки и песни «Золотое кольцо» Надежде Кадышевой)

- «Заслуженная артистка Российской Федерации» (1993)[12].
- «Народная артистка Мордовии» (1995)[13][14].
- «Народная артистка Российской Федерации» (1999)[15].
- «Народная артистка Татарстана» (2003)[16].